# 제38회 홍콩 영화 금상장
제38회 홍콩 영화 금상장은 2019년 4월 14일에 열린 시상식이다.

## 수상 및 후보

### 작품상
- 무쌍 - 맥조휘 외 1명 수상
- 쓰리 허즈번드 - 프룻 첸
- 오퍼레이션 레드 씨 - 임초현
- 스틸 휴먼 - 올리버 시 쿠엔 찬
- 맨 온 더 드래곤 - 진영신

### 감독상
- 무쌍 - 장문강 수상
- 쓰리 허즈번드 - 프룻 첸
- 맨 온 더 드래곤 - 진영신
- 스틸 휴먼 - 올리버 시 쿠엔 찬
- 오퍼레이션 레드 씨 - 임초현

### 각본상
- 무쌍 - 장문강 수상
- 가족여행 - 잉량 외 2명
- 맨 온 더 드래곤 - 진영신
- 스틸 휴먼 - 올리버 시 쿠엔 찬
- 트레이시 - 준리 외 2명

### 남우주연상
- 스틸 휴먼 - 황추생 수상
- 맨 온 더 드래곤 - 오진우
- 무쌍 - 주윤발
- 무쌍 - 곽부성
- 트레이시 - 강호문

### 여우주연상
- 쓰리 허즈번드 - 증미혜자 수상
- 더 레이디 임프로퍼 - 채탁연
- 다름의 하모니 - 제니퍼 유
- 스틸 휴먼 - 크리셀 콘순지
- 무쌍 - 장징추

### 남우조연상
- 트레이시 - 원부화 수상
- 맨 온 더 드래곤 - 케니 웡
- 맨 온 더 드래곤 - 반찬량
- 스틸 휴먼 - 이찬삼
- 무쌍 - 요계지

### 여우조연상
- 트레이시 - 혜영홍 수상
- G 어페어스 - 황루
- 오퍼레이션 레드 씨 - 장로하
- 맨 온 더 드래곤 - 제니퍼 유
- 무쌍 - Catherine Chau

### 신인상
- 스틸 휴먼 - 크리셀 콘순지 수상
- G 어페어스 - Lam Sen
- L Storm - Adam Pak
- 쓰리 허즈번드 - 진담문
- 맨 온 더 드래곤 - Nancy Wu

### 촬영상
- 무쌍 - 관지요 수상
- G 어페어스 - Karl Tam Ka Ho
- 적인걸 3: 사대천왕 - 채숭휘
- 몬스터 헌트2: 요괴사냥단 - 반요명
- 오퍼레이션 레드 씨 - 황영항 외 1명

### 편집상
- 무쌍 - 팽정희 수상
- G 어페어스 - Barfuss Hui Man Kit
- 적인걸 3: 사대천왕 - Tsui Hark 외 1명
- 내핑 키드 - 스탠리 탐 외 1명
- 오퍼레이션 레드 씨 - 최 치 흥 외 1명

### 미술상
- 무쌍 - 임자교 수상
- 몽키킹3: 서유기 여인왕국 - 조화성
- 적인걸 3: 사대천왕 - 요시히토 아카츠카 외 1명
- 몬스터 헌트2: 요괴사냥단 - 기욤 아레토스 외 2명
- 트레이시 - 어빙 청

### 의상&메이크업상
- 무쌍 - 만림중 수상
- 몽키킹3: 서유기 여인왕국 - 여가안 외 1명
- 적인걸 3: 사대천왕 - 여가안 외 1명
- 몬스터 헌트2: 요괴사냥단 - 해중문
- 트레이시 - 어빙 청

### 무술감독상
- 오퍼레이션 레드 씨 - 임초현 수상
- 적인걸 3: 사대천왕 - Lin Feng
- 무쌍 - Li Chung Chi
- 황금형제 - Chin Ka Lok 외 2명
- 엽문 외전 - Yuen Shun Yi

### 영화음악상
- 맨 온 더 드래곤 - RubberBand 수상
- Lucid Dreams - 테디 로빈 콴 외 1명
- 무쌍 - 대 위
- 황금형제 - Chan Kwong Wing 외 1명
- 트레이시 - 오토모 요시히데

### 주제가상
- 맨 온 더 드래곤 - 逆流之歌 수상
- 다름의 하모니 - Sun Shines Bright
- 무쌍 - Let Us Be The One
- 황금형제 - Together We Charge, Together We March On
- 트레이시 - Tracey

### 음향효과상
- 오퍼레이션 레드 씨 - 노파와트 리키퉝 외 1명 수상
- G 어페어스 - 두독지 외 1명
- 적인걸 3: 사대천왕 - 스티브 버제스
- 몬스터 헌트2: 요괴사냥단 - 요준헌 외 1명
- 무쌍 - 카이캉월 룽사코른 외 2명

### 시각효과상
- 오퍼레이션 레드 씨 - 이인호 외 1명 수상
- 몽키킹3: 서유기 여인왕국 - 제갈승 외 3명
- 적인걸 3: 사대천왕 - 채수응 외 3명
- 몬스터 헌트2: 요괴사냥단 - 반곡유
- 무쌍 - 알렉스 림

### 신인감독상
- 스틸 휴먼 - 올리버 시 쿠엔 찬 수상
- G 어페어스 - 리 척 판
- 맨 온 더 드래곤 - 진영신
- Agent Mr Chan - Cheung Ka Kit Jeff
- 트레이시 - 준리

### 중국, 대만 최고의 영화
- 나는 약신이 아니다 - 원 무예 수상
- 애쉬 - 지아장커
- 마지막 편지 - 이와이 슌지
- 히든 맨 - 강문
- 천사는 흰 옷을 입는다 - 비비안 큐